# جورجينا غرينفيل
جورجينا غرينفيل (بالإنجليزية: Georgina Grenville)‏ (من مواليد 1 أكتوبر 1975 في ديربان، ناتال، جنوب إفريقيا) عارضة أزياء جنوب أفريقية.

## روابط خارجية
- جورجينا غرينفيل على موقع دليل عارضات الأزياء (الإنجليزية)

- Georgina Grenville at Next Model Management (London)